# Ичкала
Ичкала — деревня в Северном районе Новосибирской области. Входит в состав Бергульского сельсовета.

## География
Деревня расположена в 7 километрах к северо-востоку от села Бергуль, в 35 километрах к северо-востоку от Северного, на берегу реки Тары, на окраине Васюганских болот.

## История
Основана в 1888 г. В 1926 году посёлок Ичкалинский состоял из 60 хозяйств, основное население — русские. В составе Мало-Карагаевского сельсовета Биазинского района Барабинского округа Сибирского края.

## Население
| 1926 | 2002 | 2007 | 2010 |
| ---- | ---- | ---- | ---- |
| 344  | ↘126 | ↘68  | ↘41  |

Население деревни — 157 жителей (1996 год). Фактически проживают кряшены.

## Инфраструктура
В деревне по данным на 2007 год функционируют 1 учреждение здравоохранения и 1 учреждение образования.

## Уроженцы
В деревне Ичкала родился Иван Степанович Пешков, участник Гражданской войны на стороне красных. Пешков состоял в одном партизанском отряде с русским писателем Бажовым. В 1919 году семидесятидвухлетний Пешков в качестве проводника повёл отряд белых (300 человек) в деревню Весёлая, но вместо этого завёл их в Васюганские болота, а сам сумел оттуда выбраться. Из болот вышли только 60 человек, которые тут же попали в плен. В связи с этим событием Пешкова часто сравнивают с Иваном Сусаниным.